# Luka Šulić
Luka Šulić (Maribor, 25. kolovoza 1987.) je hrvatsko-slovenski violončelist. Član je dueta 2Cellos sa Stjepanom Hauserom.

## Životopis
Luka Šulić rođen je u Mariboru u obitelji u kojoj je glazba tradicija. Njegov otac Božo je Dubrovčanin, a majka Slovenka iz Izole. Otac, koji također svira violončelo, prije Lukinog rođenja preselio se u Sloveniju. Luka je violončelo počeo svirati od svoje pete godine. Glazbeno obrazovanje je stjecao u rodnom Mariboru, potom na Muzičkoj akademiji u Zagrebu u klasi profesora Valtera Dešpalja, a školovanje je nastavio u Beču kod profesora Reinharda Latzka. Trenutno studira kod Matsa Lidstroma na Kraljevskoj muzičkoj akademiji u Londonu.
Osvojio je niz nagrada na međunarodnim natjecanjima, uključujući prvu i posebnu nagradu na 7. Lutoslawskom međunarodnom violončelističkom natjecanju u Varšavi 2009. godine, kao i prvu nagradu na natjecanju Europske radijske unije "New Talent" u Bratislavi 2006. godine. Osvojio je i prestižnu nagradu na natjecanju za nagradu sponzora Kraljevske glazbene akademije u Londonu, gdje je pobijedio u jakoj konkurenciji izvođača svih profila, instrumentalista i pjevača.

## Nastupi
Nastupao je na većem broju koncerata u Europi, Južnoj Americi i Japanu, u većim koncertnim dvoranama poput Wigmore Halla, Amsterdam Concertgebouwa, Musikvereina i Konzerthausa u Beču. Kao solist je nastupao s orkestrima kao što su Australski komorni orkestar, Varšavska filharmonija, Ruski simfonijski orkestar, Slovenska filharmonija, Slovačka filharmonija, Zagrebačka filharmonija, Zagrebački solisti i drugi. Redovno nastupa na Dubrovačkim ljetnim igrama i Ljubljanskom festivalu.
U siječnju 2011. zajedno sa Stjepanom Hauserom obradio je poznati hit Michaela Jacksona Smooth Criminal, koji je u njihovoj violončelističkoj izvedbi u samo nekoliko dana postao hit na YouTubeu.
Dana 25. travnja 2011. izveli su uživo Smooth Criminal u emisiji Ellen DeGeneres uz veliko oduševljenje publike.
Hrvatska je publika imala priliku prvi puta uživo čuti “Smooth Criminal” u njihovoj izvedbi uz djela Sarasatea, Šostakoviča i Rimski-Korsakova 28. travnja iste godine na humanitarnom koncertu za Japan u Koncertnoj dvorani Vatroslava Lisinskog.

## 2Cellos
Luka Šulić i Stjepan Hauser potpisali su 12. travnja 2011. ugovor sa Sony Music Entertainment/Sony Masterworks koji zastupa Menart. Najavljeno je snimanje albuma koji bi trebao imati 11 ili 12 pjesama, obrada svjetski poznatih hitova u njihovoj izvedbi na violončelima. “Smooth Criminal” će biti ujedno i prvi singl, a uskoro će biti i na iTunesima.  Prvi album 2 CELLOS će za hrvatsko tržište izdati diskografska kuća Menart, koja i inače zastupa katalog Sony Music Enetrtainmenta.
Turneju s Eltonom Johnom započeli su 8. lipnja 2011. u Cardiffu, nakon čega su poručili: „- Bilo je fenomenalno!!! Super nam je na turneji družiti se s Eltonom i ostatkom benda, odmah su nas prihvatili kao da se znamo već godinama i naravno, velika je čast svirati, učiti i družiti se svakodnevno s takvom živućom legendom! Elton je oduševljen i već nas je pozvao na put oko svijeta nakon ove europske turneje u slijedćih par mjeseci! To uključuje njegove velike spektakle u Las Vegasu - Caesars Palace, Rock in Rio, Woodstock, ...). Također, u Americi ćemo promovirati naš CD svirajući gotovo sav repertoar s CD-a kao opening act na nekim od njegovih koncerata! Stvarno nevjerojatna stvar za nas na početku karijere! Da nam je spreman pomoći na takav način, puno govori o njegovoj velikodušnosti! Na turneji stvarno uživamo i radujemo se svakom novom koncertu! ”
Od 16. lipnja 2011. u prodaji se nalazi prvi CD Luke Šulića i Stjepana Hausera. Na objavljenom su se CD-u između ostalih našle i violončelističke inačice iz Tarantinova Paklenog šunda, ali i obrade uspješnica Kurta Cobaina i Stinga.

## Nagrade i odlikovanja
- 2014. – Red Danice hrvatske s likom Marka Marulića za osobiti doprinos u kulturi i promociji Hrvatske u svijetu[12]

## Vanjske poveznice
- Službena stranica
- Životopis na stranici google.sites  Arhivirana inačica izvorne stranice od 30. listopada 2020. (Wayback Machine)